# Río Kocher
El río Kocher (pronunciación en alemán: /ˈkɔxɐ/ⓘ) es un afluente derecho del río Neckar (cuenca del Rin) de 169 km de longitud que discurre por el noreste del estado de Baden-Wurtemberg, en Alemania. El nombre "Kocher" tiene su origen en el nombre celta "cochan" y probablemente significa río sinuoso y serpenteante. Su superficie total de drenaje es de 1960 km². El Kocher nace en las estribaciones orientales del Jura de Suabia a partir de dos manantiales kársticos, el Kocher Schwarzer (negro) y el Kocher Weißer (blanco), que se unen en Unterkochen, cerca de Aalen. El  Kocher Schwarzer tiene una longitud de unos 8 km. Su caudal varía entre 50 y 4000 l/s, con una media de 680 l/s. El Kocher Weißer, de 3,3 km de longitud, tiene un caudal medio de 400 l/s.

## Curso

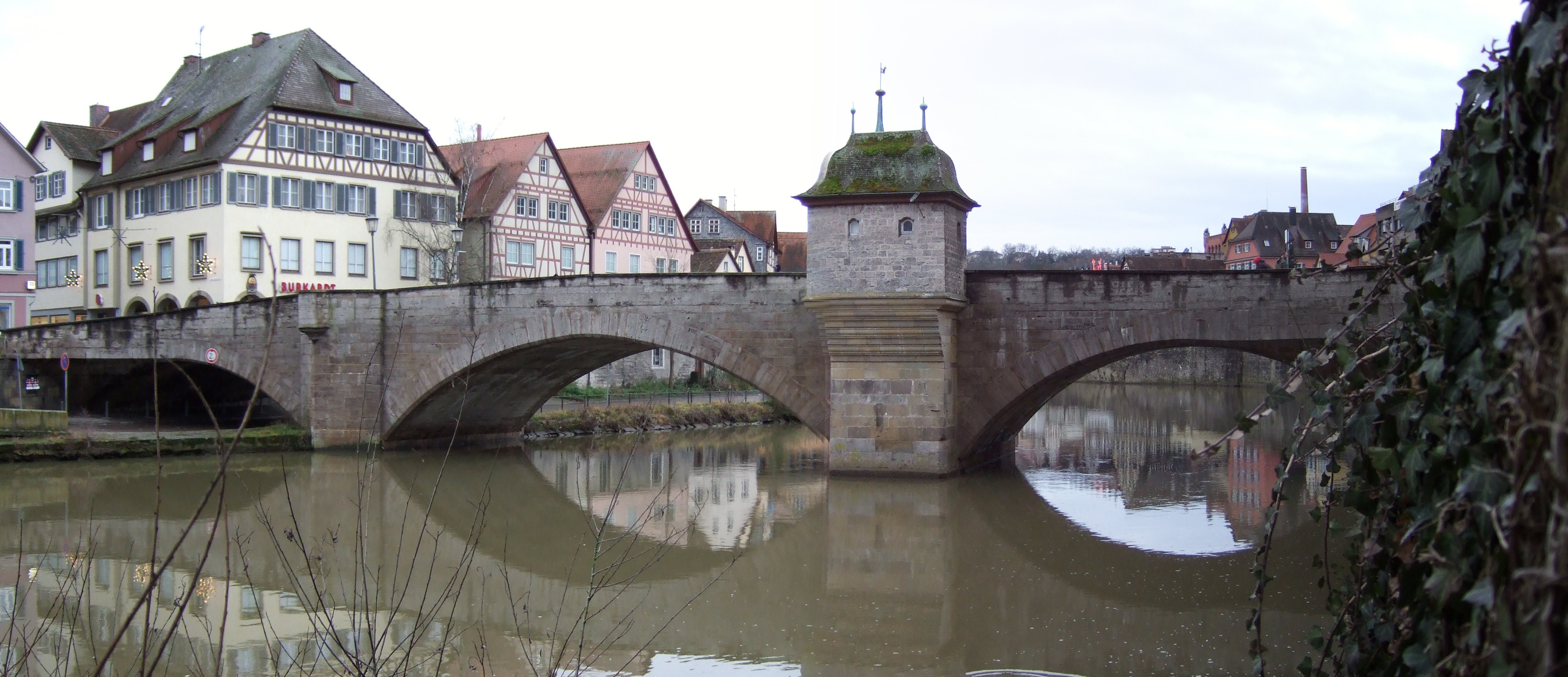
El puente Henkersbrücke atraviesa el Kocher en Schwäbisch Hall

El Kocher Schwarzer  nace al sur de Oberkochen. La segunda fuente, el Kocher Weißer, nace al oeste de Unterkochen a partir de muchas fuentes pequeñas. El nombre de Kocher Weißer se debe a la espuma blanca que forma el agua cuando se precipita rápidamente sobre las piedras. En cambio, el  Kocher Schwarzer fluye con bastante lentitud y el suelo cubierto da al agua un color oscuro. Ambas cabeceras se unen en Unterkochen y fluyen hacia el norte atravesando la ciudad de Aalen hasta Hüttlingen, donde el Kocher gira hacia el oeste en dirección a Abtsgmünd. Aquí el río Lein desemboca en el Kocher. A continuación, el Kocher sigue hacia el noroeste hasta Unterrot, donde recibe al río Rot y continúa hasta las ciudades de Gaildorf y Schwäbisch Hall. Cerca de Geislingen, el río Bühler desemboca en el Kocher. En una amplia curva, el Kocher vuelve a girar hacia el oeste, adentrándose en la llanura de Hohenlohe y pasando por Künzelsau. Continúa hasta Neuenstadt am Kocher, donde recibe el río Brettach. Cerca de Bad Friedrichshall, el Kocher desemboca en el Neckar, unos kilómetros más arriba de la desembocadura del río Jagst, que fluye más o menos paralelo al noreste del Kocher.

## Calidad de agua y contaminación
Numerosas instalaciones industriales en el valle superior del Kocher y las deficientes plantas de tratamiento de aguas residuales provocaron una fuerte contaminación del Kocher. En 1984, el Kocher fue declarado el río más contaminado del distrito administrativo de Stuttgart. Tras un proyecto de saneamiento de seis años, la calidad del agua mejoró considerablemente y hoy el Kocher sólo está moderadamente contaminado. El color mayoritariamente marrón del Kocher procede del lodo en el agua y no significa una mala calidad del agua.

## Afluentes
Los siguientes ríos son afluentes del río Kocher (desde el nacimiento hasta la desembocadura):
- izquierda: Black Kocher (Kocher Schwarzer), Aal, Lein, Rot (Fichtenberger Rot), Bibers, Kupfer, Sall, Ohrn, Brettach;

- derecha: Kocher White (Weißer Kocher), Blinde Rot , Rötenbach, Eisbach, Adelbach, Bühler, Orlacher Bach, Reichenbach, Ernsbach